# Vilhelm (biskop i Roskilde)

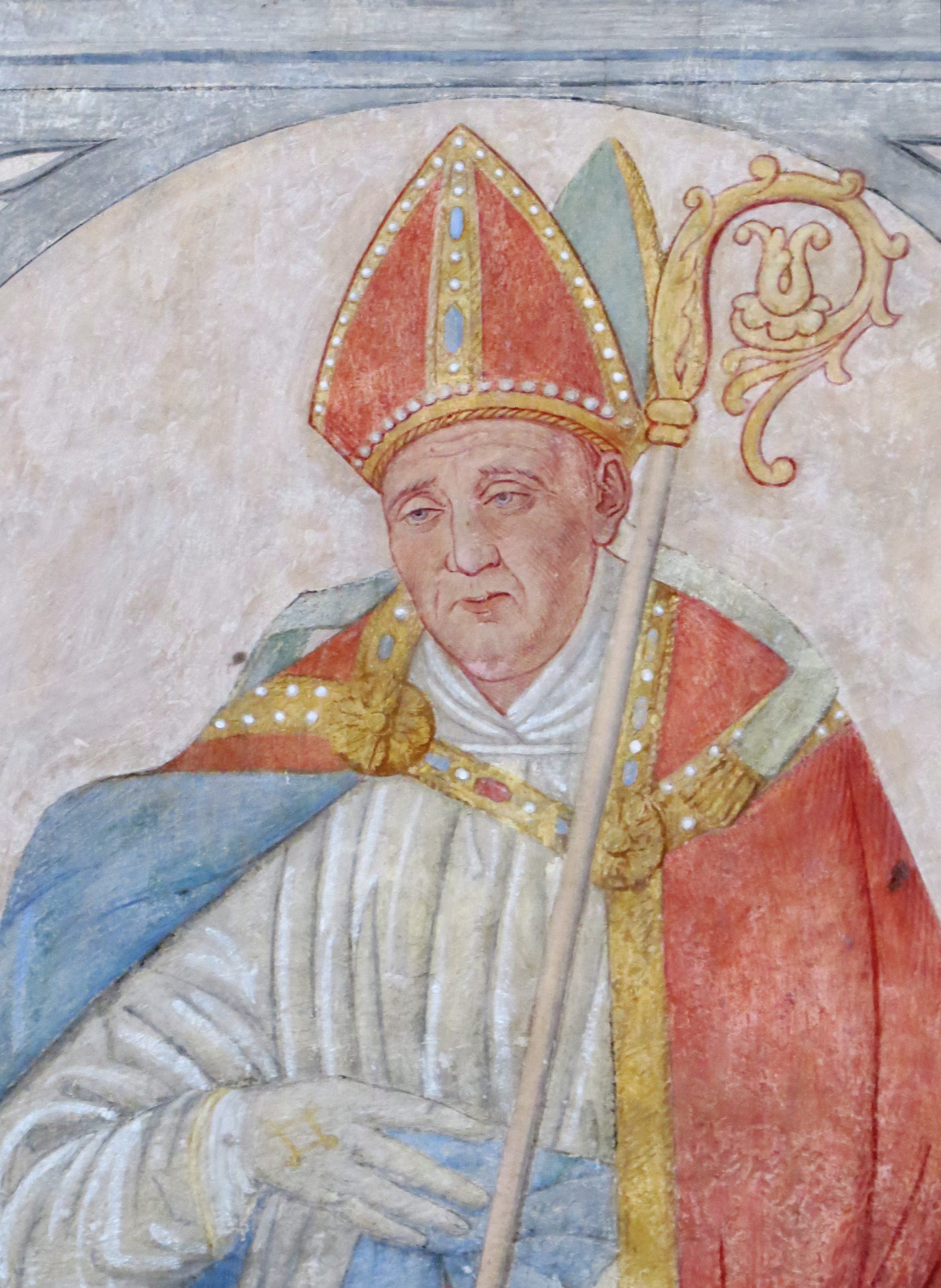
Biskop Vilhelm i Roskilde domkyrka.

Vilhelm, död den 10 maj 1074, var en dansk biskop.
Vilhelm var ursprungligen klerk hos ärkebiskop Adalbert av Bremen och blev 1060 biskop i Roskilde, där han påbörjade domkyrkans byggande. Enligt Saxo vägrade han nyårsdagen 1071 kung Sven Estridsson tillträde till kyrkan och lyste honom i bann, emedan han kort förut låtit mörda några män i kyrkan, som vid ett gästabud yttrat sig förnärmande om honom. Kungen ödmjukade sig också, erkände sitt brott och måste försona det med stora böter. Kristian Erslev framlade 1892 teorin att denna berättelse är gjord efter historien om kejsar Theodosius och biskop Ambrosius.) Förhållandet mellan biskop och kung skall därefter åter ha blivit mycket gott. Saxo berättar, att Vilhelm vid budskapet om kungens död lät gräva två gravar och vid liktågets ankomst bad till Gud att få följa sin kung och vän i döden, vilken bön också uppfylldes. Troligare är dock, att kungen, vilken överlevde Vilhelm (han dog först 1076), valde sin grav i Roskilde domkyrka vid sidan av hans. Grundtvig har 1812 i en dikt besjungit vänskapen mellan kung Sven och biskop Vilhelm.